# Bedford (Südafrika)
Bedford ist eine Kleinstadt am Fuße der Winterberge in der Gemeinde Raymond Mhlaba, Distrikt Amathole, Provinz Ostkap in Südafrika. 2001 hatte sie 5976 Einwohner.
Bedford wurde Mitte des 18. Jahrhunderts von nach Südafrika ausgewanderten europäischen Siedlern gegründet. Der seinerzeit berühmte schottische Dichter Thomas Pringle gehörte zu den Siedlern, die sich in Bedford niederließen.
Bedford ist heute ein Zentrum der Vieh-, Schaf- und Pferdezucht. Die Stadt gilt außerdem als Künstlerort. Viele Ruheständler leben in Bedford. Infolge kaum vorhandener Industriebetriebe ist die Arbeitslosenquote hoch.

## Persönlichkeiten
- Athol Trollip (* 1964), Politiker der Democratic Alliance, ehemaliger Bürgermeister der Metropolgemeinde Nelson Mandela Bay, hier geboren